# Rabo de toro

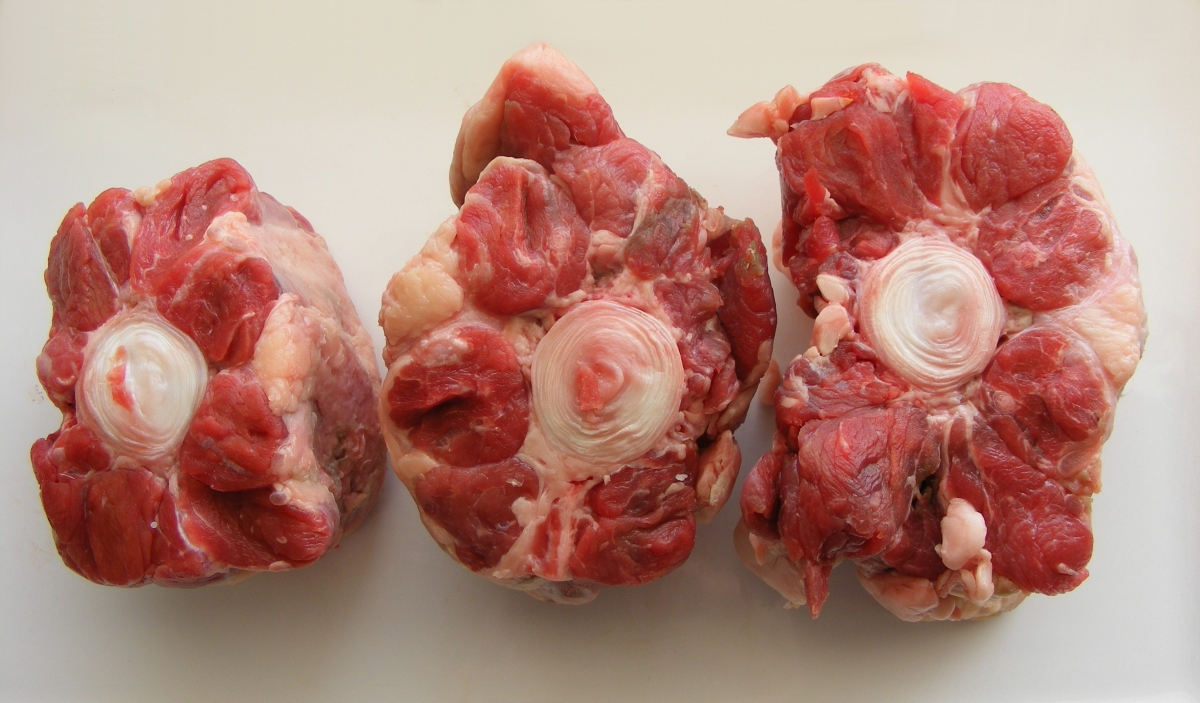
Rabo crudo de toro

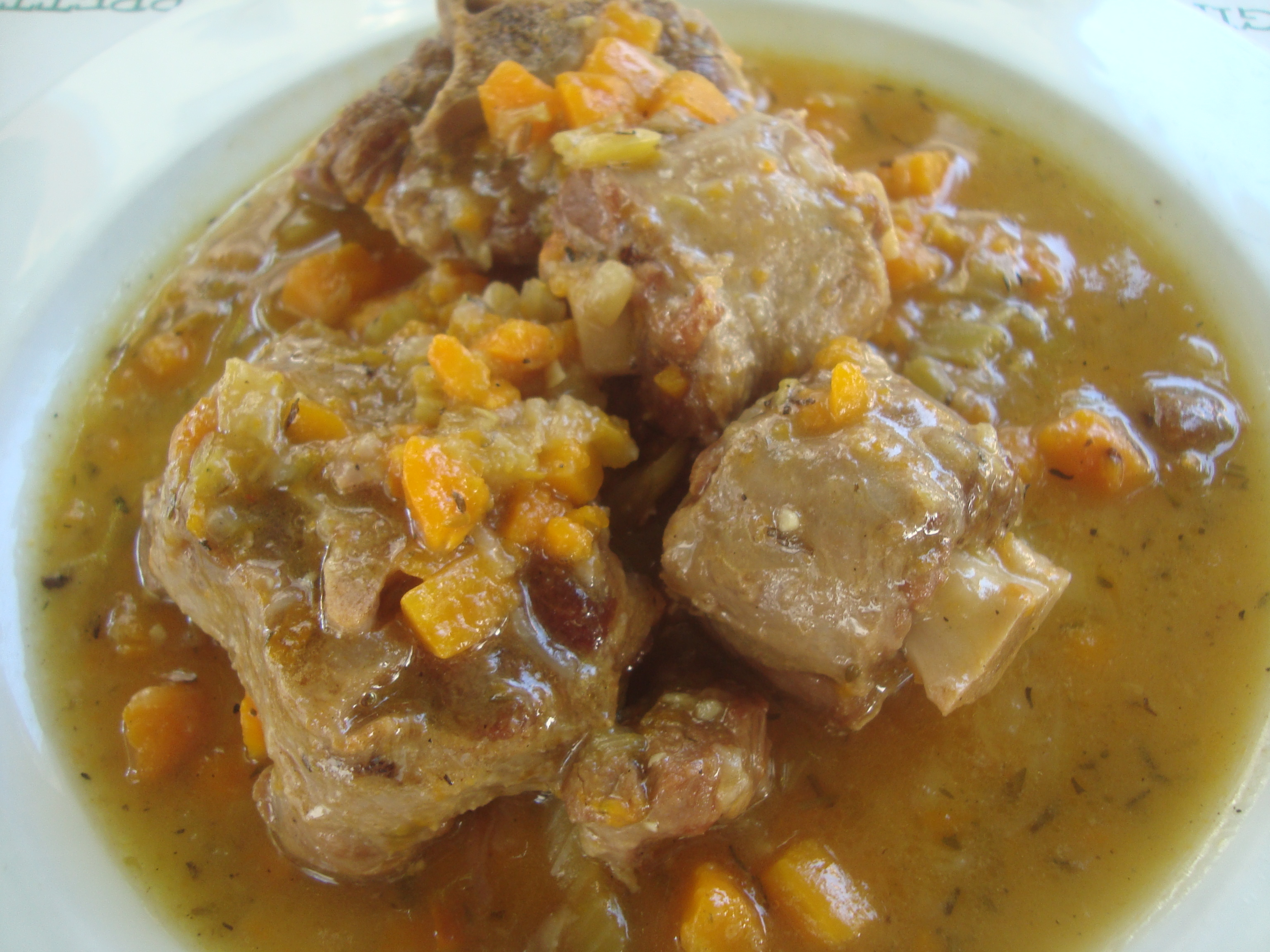
Rabo de vacuno estofado.

El rabo de toro es un guiso típico cordobés consistente en estofado de rabo de vaca o toro. Se trata de un guiso que se cocina frecuentemente en diversas cocinas andaluzas.

## Historia
Se conoce este plato desde época romana (Marcus Gavius Apicius, De re coquinaria), aunque la receta que se sirve hoy en día data de finales del siglo XIX.[cita requerida] Aunque su origen en la cocina española se sitúa el siglo XVI y en Córdoba, que en sus inicios se preparaba con los rabos de toros bravos, tras la corrida.

## Otros usos
También es muy común usarlo para elaborar sancochos en países como Colombia, Ecuador y Venezuela. En los dos primeros se le conoce como sancocho de cola, en tanto que en el último se le llama sopa de rabo.